# مرد چهار بعدی
مرد چهار بعدی (انگلیسی: 4D Man) فیلمی در ژانر ترسناک و علمی–تخیلی است که در سال ۱۹۵۹ منتشر شد. از بازیگران آن می‌توان به رابرت لانسینگ و لی مری‌وثر اشاره کرد.